# Ashley Cox
Pour les articles homonymes, voir Cox.
Ashley Cox est une actrice américaine née le 15 novembre 1956 à Dallas, Texas (États-Unis). Elle a été playmate de Playboy en décembre 1977.

## Filmographie
- 1976 : Drive-In (en) de Rodney Amateau : Mary Louise
- 1976 : L'Âge de cristal (Logan's Run) : Timid Girl
- 1980 : Le Plus Secret des agents secrets (The Nude Bomb) : Model #1
- 1980 : Shérif, fais-moi peur (série TV) : "Les pirates de la route" (Saison 2 - Episode 5) : Garbade's girl
- 1981 : King of the Mountain : Elaine
- 1981 : Vidéo crime (Looker) : Candy
- 1982 : Les Croque-morts en folie (Night Shift) de Ron Howard : Jenny Lynn